# ミヤマアキノキリンソウ
ミヤマアキノキリンソウ（深山秋の麒麟草、学名：Solidago virgaurea subsp. leiocarpa）は、キク科アキノキリンソウ属の多年草の高山植物。

## 概要
高さは15～30 cmで、黄色の直径1.2～1.5 cmの花を咲かせる。花期は8〜9月。東北アジア及び日本の北海道と本州中部以北の亜高山帯〜高山帯の草地、砂礫地に生育する。別名コガネギク。アキノキリンソウの高山型。アキノキリンソウの花が比較的まばらにつくのに対し、本亜種は頂部に固まってつく傾向にある。総苞片は、アキノキリンソウが四列であるが、本亜種は三列。中間型もあり、厳密な区別は難しい。和名の由来は、黄花をベンケイソウ科キリンソウ属のキリンソウに見立て秋に開花することによる。

## 近縁種
- アキノキリンソウ Solidago virgaurea var. asiatica
- アオヤギバナ Solidago yokusaiana Makino
- イッスンキンカ Solidago virgaurea var. minutissima（別名：ヤクシマアキノキリンソウ）

## 関連項目

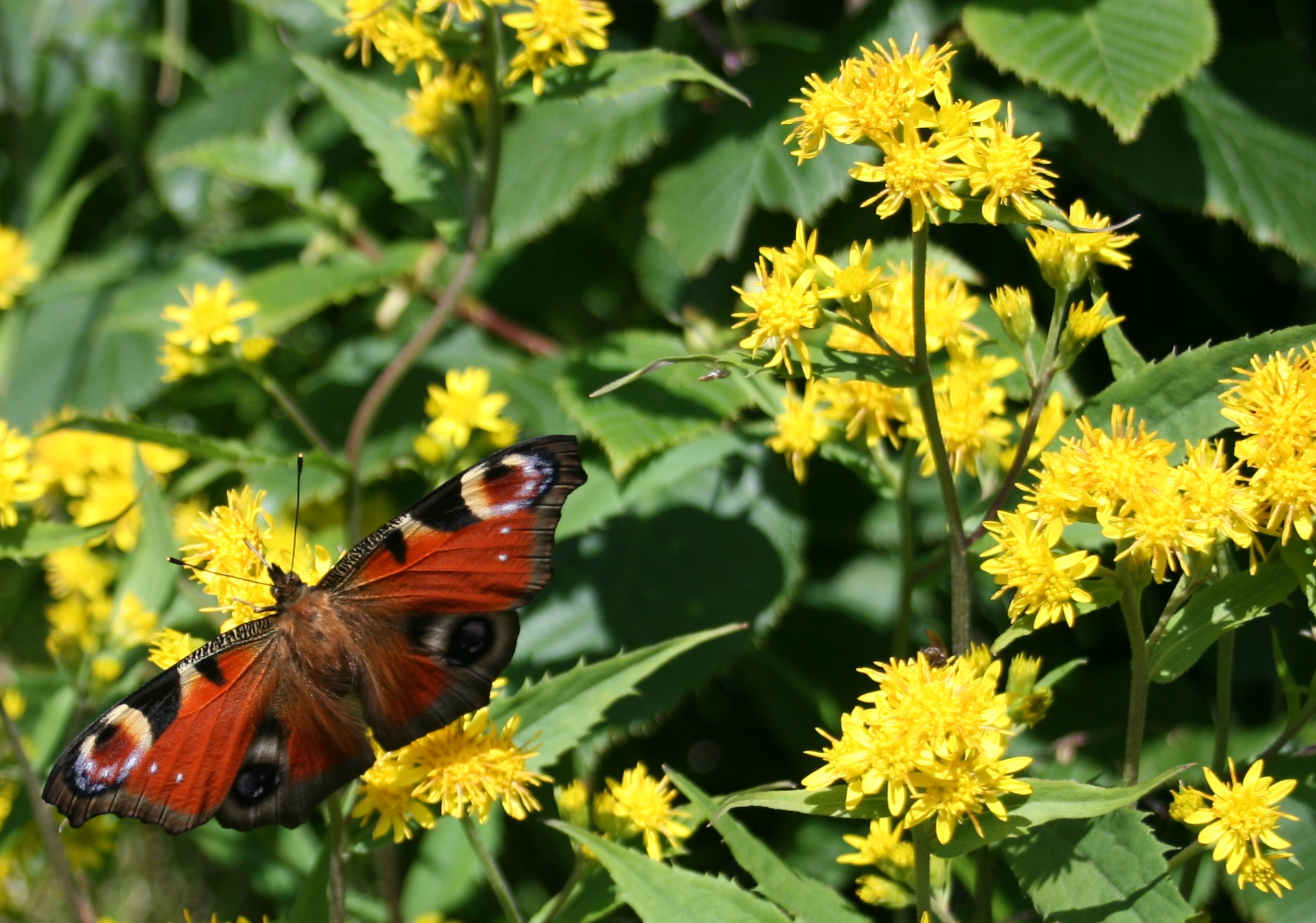
蜜を吸うクジャクチョウ・高山帯の御嶽山にて